# Dixon Denham
Dixon Denham (1er janvier 1786, Fleet Street, Londres — 8 mai 1828, Freetown) est un officier et un explorateur britannique.

## Biographie

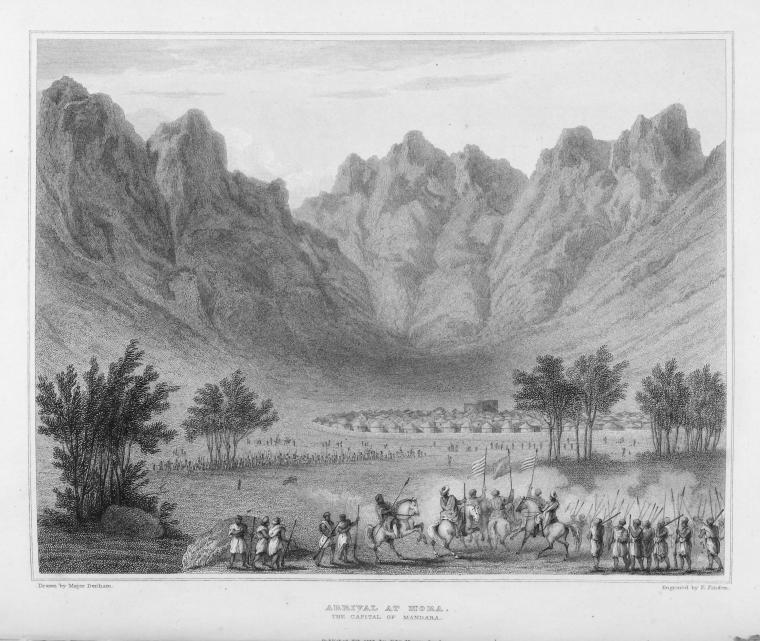
Arrivée de l'expédition à Mora, capitale du royaume Mandara

Il visite de 1822 à 1825 le Bournou, le lac Tchad, et le pays des Fellatahs, est ensuite nommé directeur de Sierra Leone sur la côte occidentale d'Afrique, et y meurt des fièvres en 1828.
Il publie en 1825 à Londres la relation de ses voyages avec celle de Hugh Clapperton : elle est traduite par Jean-Baptiste Benoît Eyriès.
Il récolte plusieurs nouvelles espèces. L'Outarde de Denham lui est dédiée par John George Children et Nicholas Aylward Vigors en 1826.

## Botanique
Une abréviation standard lui est attribuée. Cette abréviation est parfois utilisée à tort pour désigner d'autres botanistes homonymes, notamment Dale Lee Denham (dont l'abréviation est D.L.Denham).

## Source
Cet article comprend des extraits du Dictionnaire Bouillet. Il est possible de supprimer cette indication, si le texte reflète le savoir actuel sur ce thème, si les sources sont citées, s'il satisfait aux exigences linguistiques actuelles et s'il ne contient pas de propos qui vont à l'encontre des règles de neutralité de Wikipédia.